# Joseph Hellmesberger (padre)

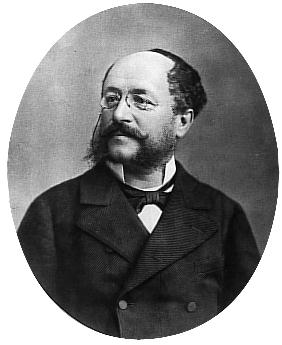
Joseph Hellmesberger

Joseph Hellmesberger (Vienna, 3 novembre 1828 – Vienna, 24 ottobre 1893) è stato un violinista, direttore d'orchestra e compositore austriaco.

## Biografia
Era figlio del musicista e pedagogo Georg Hellmesberger (1800-1873), e imparò a suonare il violino da suo padre al Conservatorio di Vienna. Hellmesberger faceva parte di una famiglia di importanti musicisti tra cui: il fratello, Georg Jr. (1830–1852); il figlio, Joseph (1855-1907) e l'altro figlio Ferdinando (1863-1940).
Nel 1851 divenne professore di violino al Conservatorio di Vienna, direttore artistico e direttore dei concerti della Gesellschaft der Musikfreunde e direttore del Conservatorio di Vienna. Dopo la divisione dei due ruoli, nel 1859, rimase direttore del Conservatorio, mentre Johann Herbeck divenne direttore dei concerti. Fu professore fino al 1877, ma continuò come direttore fino alla sua morte a Vienna.
Nel 1860 divenne primo violino dell'orchestra dell'Opera di Corte e assunse varie altre posizioni nella vita musicale di Vienna.
Fondò il Quartetto Hellmesberger nel 1849. Più tardi suo figlio, Josef entrò a farne parte come secondo violino e divenne primo violino nel 1887.